# 委蛇
委蛇，是传说中的一种蛇。记载于《庄子·达生》。
而《管子·水地》有提到委蛇是涸川之精,且一个头但是两个身体，形态是蛇，长八尺，叫声是自己名字，会吃鱼鳖。”而蝎、委读音相近，和蝎、蛇字形皆从虫。所以蝎就是委蛇的简称,因为齐国君主和苗民都出自姜姓,是炎帝后裔,所以齐地和苗民都有委蛇传说流传。委蛇是先民按照蛇的原型想象出来的。 
委蛇也是一种草萎蕤的别名。

## 词义
委蛇词语本身也形容绵延弯曲的样子,曲折行进的动作也叫委蛇。
形容距离迂远也叫委蛇，人雍容自得的神态也叫委蛇。委蛇也形容随顺、顺应的态度。
虚与委蛇则形容对人虚情假意，敷衍应酬。

## 参看
中国妖怪列表